# Egito nos Jogos Olímpicos de Verão de 1936
O Egito participou dos Jogos Olímpicos de Verão de 1936 realizados em Berlim, na Alemanha. Nesta participação, o país conquistou cinco medalhas, sendo duas de ouro, uma de prata e duas de bronze.